# Kālānwāli
Kālānwāli är en ort i Indien.   Den ligger i distriktet Sirsa och delstaten Haryana, i den norra delen av landet, 250 km nordväst om huvudstaden New Delhi. Kālānwāli ligger 204 meter över havet och antalet invånare är 27 355.
Terrängen runt Kālānwāli är mycket platt. Runt Kālānwāli är det tätbefolkat, med 331 invånare per kvadratkilometer. Det finns inga andra samhällen i närheten. Trakten runt Kālānwāli består till största delen av jordbruksmark.